# Jan Nieuhof
 (juillet 2017).
Si vous disposez d'ouvrages ou d'articles de référence ou si vous connaissez des sites web de qualité traitant du thème abordé ici, merci de compléter l'article en donnant les références utiles à sa vérifiabilité et en les liant à la section « Notes et références ».
Jan (ou Johan ou Johannes) Nieuhof est un ambassadeur et un explorateur hollandais, né le 22 juillet 1618 dans le comté de Bentheim en Westphalie et mort le 8 octobre 1672 à Madagascar.

## Biographie
Il entre de bonne heure à la Compagnie néerlandaise des Indes occidentales où il travaille comme subrécargue. Sa première mission le conduit en Amérique du Sud où il arrive au Brésil en 1640. Il revient en Europe en 1649.
Après la perte du Brésil, il est employé par la Compagnie néerlandaise des Indes orientales. Il part en 1653 pour Batavia où il arrive le 30 mai 1654. De là, il part comme intendant de la mission diplomatique que la Compagnie envoie en Chine, mission dirigée par Pierre de Goyer et Jacob de Keyser. Il est spécifiquement chargé de documenter l'ambassade commerciale au moyen de textes et de dessins. 
Au terme de 45 jours de voyage, la délégation arrive à Canton puis, après être passée par Nankin, arrive à Pékin le 17 juillet 1656. Nieuhof envoie un état des productions de la Chine où est mentionné pour la première fois le thé.
La mission est difficile. Il s'agit de convaincre l'empereur de Chine d'ouvrir ses ports aux marchands et aux marchandises hollandaises. Mais les Portugais avaient auparavant dépeint les Hollandais comme des pirates. De plus, les Chinois ne comprenaient pas la nature du gouvernement hollandais, alors une république. Cette incompréhension est telle que les délégués finissent par prétendre être envoyés par le prince d'Orange. Mais la mission est un échec et elle revient à Batavia au début de 1657.
Neuihof revient en Europe en juillet 1658. Dès l'année suivante, il repart en Asie comme subrécargue et visite Amboine, Malaca, Sumatra, Comron et Nagapattinam. En 1662, il est envoyé en Cochinchine pour négocier des alliances avec plusieurs princes puis à Ceylan comme gouverneur.
Il revient en Hollande quelques mois et repart en décembre 1671. Son bateau mouillant près des côtes malgaches, il se rend à terre pour faire des échanges et il disparaît. Aucune des enquêtes menées ne put expliquer sa disparition.

## Publications

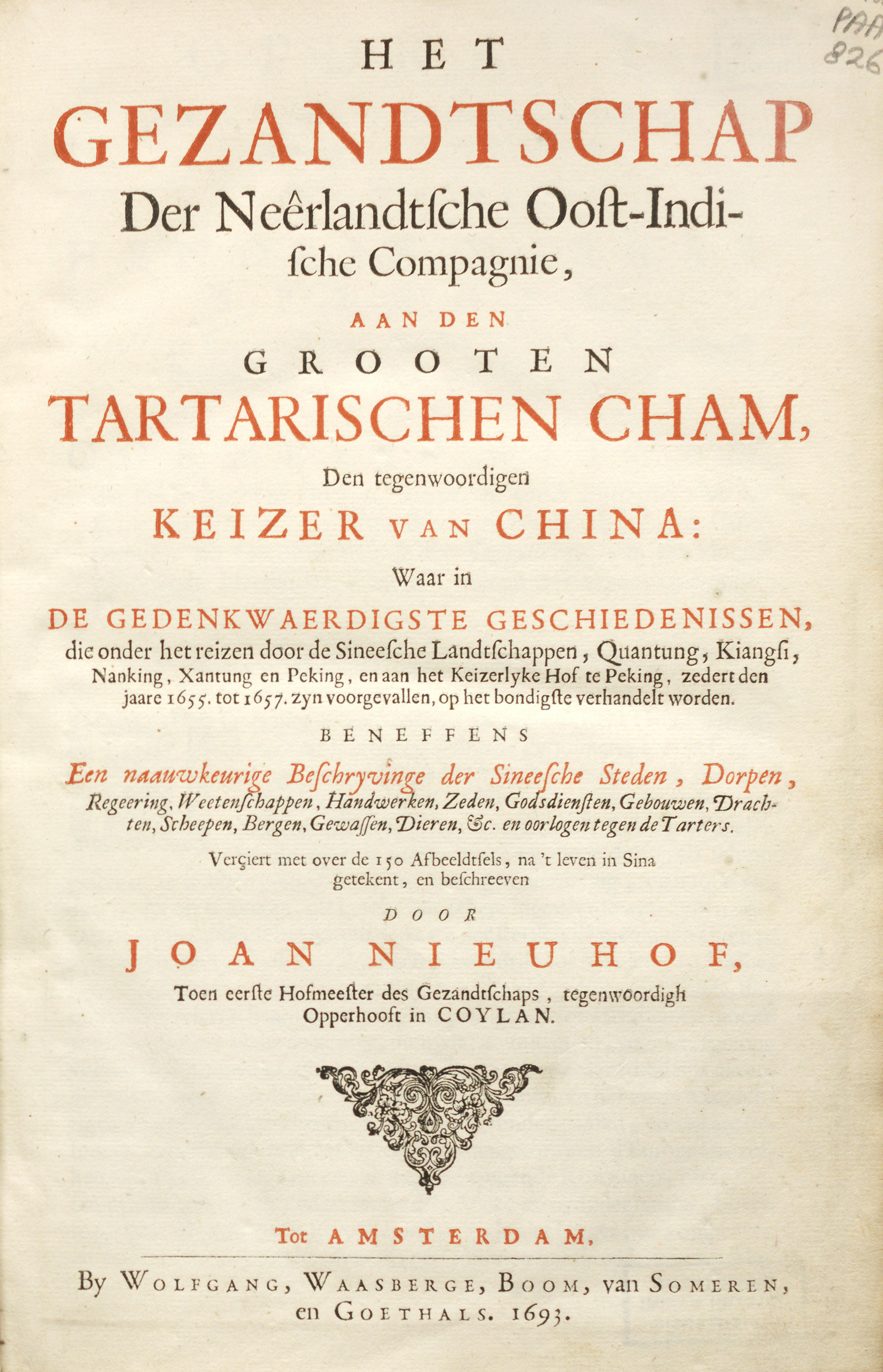
Frontispice de l'édition néerlandaise.

Les notes qu'il laisse de l'ambassade en Chine sont publiées en 1664 à Amsterdam sous le titre Het Gezantschap der Neerlandtsche Oost-Indische Compagnie, aan den Grooten Tartarischen Cham, den tegenwoordigen Keizer van China(Empereur de Chine) . Sans organisation et d’une lecture assez aride, elles connaissent néanmoins un grand succès, notamment grâce aux 150 gravures qui illustrent les volumes. Elles sont rapidement traduites en français et en allemand (en 1666), en anglais (en 1669) et en latin (en 1668). Il s’agit d’une des premières descriptions de la Chine.